# Daniel Böhm
Daniel Böhm (Clausthal-Zellerfeld, 16 giugno 1986) è un biatleta tedesco.

## Biografia
In Coppa del Mondo ha esordito il 10 gennaio 2009 a Oberhof (29°), ha ottenuto il primo podio l'11 marzo 2009 a Vancouver Whistler (2º) e la prima vittoria il 23 gennaio 2011 ad Anterselva.
In carriera ha preso parte a un'edizione dei Giochi olimpici invernali, Soči 2014 (10° nell'individuale, 2° nella staffetta, squalificato nella staffetta mista), e a due dei Campionati mondiali, Chanty-Mansijsk 2011 (29º nell'individuale) e Kontiolahti 2015 (11º nell'individuale, 1º nella staffetta, 6º nella staffetta mista).

## Palmarès

### Olimpiadi
- 1 medaglia:
  - 1 argento (staffetta a Soči 2014)

### Mondiali
- 1 medaglia:
  - 1 oro (staffetta[2] a Kontiolahti 2015)

### Mondiali juniores
- 4 medaglie:
  - 1 oro (staffetta a Val Martello 2007)
  - 2 argenti (sprint, inseguimento a Val Martello 2007)
  - 1 bronzo (staffetta a Presque Isle 2006)

### Coppa del Mondo
- Miglior piazzamento in classifica generale: 24º nel 2014
- 7 podi (1 individuale, 6 a squadre), oltre a quello conquistato in sede iridata e valido anche ai fini della Coppa del Mondo:
  - 2 vittorie (a squadre)
  - 2 secondi posti (1 individuale, 1 a squadre)
  - 3 terzi posti (a squadre)

#### Coppa del Mondo - vittorie
| Data            | Località     | Nazione     | Spec.                                                      |
| --------------- | ------------ | ----------- | ---------------------------------------------------------- |
| 23 gennaio 2011 | Anterselva   | Italia      | RL (con Christoph Stephan, Arnd Peiffer e Michael Greis)   |
| 5 febbraio 2011 | Presque Isle | Stati Uniti | MX (con Kathrin Hitzer, Magdalena Neuner e Alexander Wolf) |

Legenda:

RL = staffetta

MX = staffetta mista